# Lucille George-Wout
Lucille Andrea George-Wout (ur. 1950 na Curaçao) – polityk Curaçao – autonomicznego kraju wchodzącego w skład Królestwa Niderlandów. Gubernator od 4 listopada 2013 roku.